# STRIDE
STRIDE ist ein Modell von Sicherheitsrisiken, das von Praerit Garg und Loren Kohnfelder bei Microsoft entwickelt wurde STRIDE unterscheidet folgende 6 Kategorien an Sicherheitsrisiken:
- Spoofing (Identitätsverschleierung)
- Tampering (Manipulation)
- Repudiation (Verleugnung)
- Information disclosure (Verletzung der Privatsphäre oder Datenpanne)
- Denial of service (Verweigerung des Dienstes)
- Elevation of privilege (Rechteausweitung)[4]

STRIDE wurde ursprünglich als Teil der Prozesse rund um "threat modeling" erstellt. Es handelt sich um ein Modell, das dazu dient, Bedrohungen für ein System zu erkennen. Dazu gehört eine vollständige Aufschlüsselung der Prozesse, Datenspeicher, Datenflüsse und Vertrauensgrenzen.
STRIDE wird häufig von Sicherheitsexperten verwendet, um die Frage zu beantworten: "Was kann in dem System, an dem wir arbeiten, schiefgehen?"